# Salah Mejiev
 (mai 2024).
Salah Mitaïevitch Mejiev (en russe : Салах Митаевич Межиев), né le 10 janvier 1977 à Grozny en Tchétchénie, est un religieux et grand mufti de Tchétchénie.

## Biographie
Il est né le 10 janvier 1977 à Grozny en Tchétchénie. Il s'intéresse à la langue arabe et à la charia. Il suit la tariqa Qadiriyya.